# Jabon (Banyakan)
Jabon is een bestuurslaag in het regentschap Kediri van de provincie Oost-Java, Indonesië. Jabon telt 5507 inwoners (volkstelling 2010).